# Via della Conciliazione
La Via della Conciliazione (la « rue de la Réconciliation ») est l'une des plus célèbres artères de Rome en Italie. Partageant le rione de Borgo en deux par un axe est-ouest, elle relie le château Saint-Ange à la Piazza Pio XII, qui elle-même s'ouvre sur la place Saint-Pierre. Sur la piazza Pio XII, une fine ligne de travertin romain, prélevée dans les carrières voisines de Tivoli, délimite la frontière de l'État avec la Cité du Vatican, encadrant scénographiquement la basilique.
La route a été construite entre 1936 et 1950, et est la principale voie d'accès à la place. En plus des magasins, elle est bordée par un certain nombre de bâtiments historiques et religieux – dont le palais Torlonia, le Palazzo Delal Rovere et le Palazzo dei Convertendi, et les églises Santa Maria in Traspontina et Santo Spirito in Sassia .
En dépit d'être l'une des rares artères majeures de Rome capable de faire face à un volume élevé de trafic sans congestion, c'est l'un des ouvrages urbains les plus discutés et les plus critiqués du XXe siècle, à la fois de la part de la communauté romaine et parmi les historiens, en raison des circonstances dans lesquelles elle a été construite,. La zone autour de la basilique Saint-Pierre a été reconstruite à plusieurs reprises à la suite des différents sacs de Rome, puis après s'être dégradée en raison de la perte de prospérité résultant du déménagement de la papauté à Avignon au XIVe siècle. À la suite de toutes ces reconstructions, elle est demeurée un labyrinthe de structures densément peuplées, surplombant d'étroites ruelles.
La rue est de création relativement récente puisque son percement fut décidé par l'État italien sous le gouvernement de Benito Mussolini, et le premier coup de pioche des travaux eut lieu le 28 octobre 1936. Cette création urbanistique commémore la signature les accords du Latran survenue le 11 février 1929 (désignés en italien par le terme de Conciliazione c'est-à-dire « Réconciliation »), qui a donc consacré la réconciliation entre l'État italien et le Saint-Siège, celui-ci étant de nouveau constitué, du point de vue temporel, en État de la Cité du Vatican (à la suite de la perte des États pontificaux en 1870), réglant ainsi la Question romaine.

## Description
L'artère rectiligne mesure plus de 420 mètres de long pour une quarantaine de mètres de large. Elle est bordée de 28 réverbères en forme d'obélisques de pierre.

## Projets antérieurs

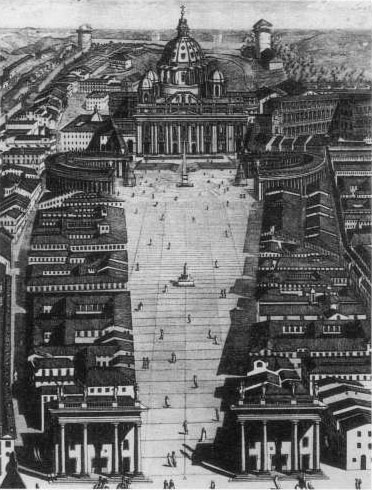
Projet de Morelli de 1776 pour un boulevard ouvert en forme de V.

Des projets sont élaborés à plusieurs reprises en vue de construire une liaison majeure entre la Cité du Vatican et le centre de Rome, leur nombre augmentant considérablement avec le début de la Renaissance italienne.
Le premier plan est soumis par Leon Battista Alberti pendant le règne du pape Nicolas V et constitue l'une des deux conceptions pérennes proposées pour le quartier. Alberti imagine un plan « ouvert », composé d'un seul et vaste boulevard en forme de V, plus large au niveau de la basilique Saint-Pierre elle-même et se rétrécissant en approchant du Tibre. L'autre schéma soumis par les architectes est un plan « fermé » qui se composerait de deux routes arquées vers l'extérieur en une ellipse, avec le Tibre et la place aux extrémités opposées. Les partisans d'un plan fermé suggèrent généralement que l'espace entre les deux chaussées soit séparé par une colonnade ou par une rangée de structures habitées, dont les conceptions seraient examinées et approuvées par les architectes du Saint-Siège. Des variations sur les deux thèmes sont soumises maintes et maintes fois. Les partisans d'un plan « ouvert » comprennent des architectes tels que Giambattista Nolli et Cosimo Morelli,. Un certain nombre d'autres architectes, comme Carlo Fontana, et au moins un pape, Sixte V, privilégient un schéma « fermé », avec un certain nombre de rues rayonnant depuis la place centrale, conservant la « spina », ou colonne vertébrale, des structures du Borgo entre la place et le Tibre. Aucune des deux approches ne va au-delà des croquis et des plans. Les conceptions ouvertes et fermées sont examinées par le Vatican, mais sont finalement rejetées pour des raisons de coûts. Un examen approfondi des dépenses de construction d'une artère est effectué par la Commission du bâtiment de Saint-Pierre, approuvée par le Vatican, en 1651. Sa conclusion est que « la proposition des cardinaux de démolir tous les bâtiments entre le Borgo Nuovo et le Borgo Vecchio pour une vue de plus en plus longue sur l'église » serait irréalisable en raison des coûts d'expropriation excessivement élevés et des droits de propriété acquis.
Une nouvelle occasion se présente lorsque Le Bernin est chargé de réaménager la terrasse devant la basilique en 1656. Après avoir écarté plusieurs croquis, il réalise un espace ouvert colossal en forme d'ellipse. Compte-tenu du coût potentiel pour le dégagement du Borgo, le Bernin décide plutôt d'utiliser le dédale de bâtiments médiévaux mal entretenus pour masquer toute vue des structures du Vatican à une distance significative. De cette manière, les pèlerins sortent de l'obscurité relative de la ville pour pénétrer dans le vaste espace ouvert et découvrir la grandeur de la place et de ses bâtiments environnants – un spectacle destiné à inspirer la crainte des visiteurs novices au siège du pouvoir du Saint-Siège. Le Bernin prévoit initialement de démolir un carré d'environ 100 m de côté face à la place, remplissant l'espace avec une troisième colonnade (ou « terzo braccio ») pour correspondre avec les deux encore debout aujourd'hui. Cela offrirait un point de vue plus long, avec pour visiteurs, un meilleur angle de vue de la nouvelle basilique. La mort de son patron, le pape Alexandre VII, met un terme aux projets du Bernin. Le troisième ensemble de colonnes est abandonné et la place reste ouverte et incomplète.

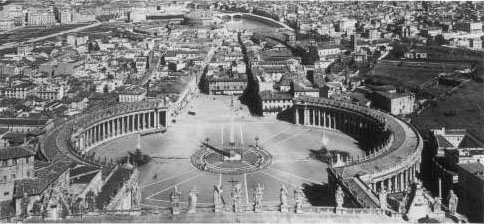
Photographie de la place Saint-Pierre et de la zone actuellement occupée par la Via della Conciliazione, prise vers 1900.

Depuis la reconstruction majeure du Borgo au XVe siècle, le site couvert aujourd'hui par la Via della Conciliazione, demeure occupé par des bâtiments résidentiels, religieux et historiques pendant près de cinq siècles. L'impulsion finale menant à la construction de la rue est principalement politique : le Borgo, comme le reste des États pontificaux en dehors du Vatican lui-même, est annexé par le royaume d'Italie lors de l'unification italienne au XIXe siècle, menant à la déclaration du pape Pie IX qu'il était devenu prisonnier au Vatican et la formation de la question romaine. Les cinquante-neuf années suivantes, les papes refusent de quitter le Vatican, afin d'éviter tout semblant d'accepter l'autorité exercée par le gouvernement italien sur Rome dans son ensemble. Au départ, certaines parties du gouvernement italien saluent cette attitude, s'attendant à ce que l'influence de la papauté s'estompe, au point qu'un soutien politique suffisant permette son abolition complète. Cela ne se produit pas et un compromis acceptable pour les deux États est finalement obtenu par les accords du Latran de 1929.

## Mussolini et Rome

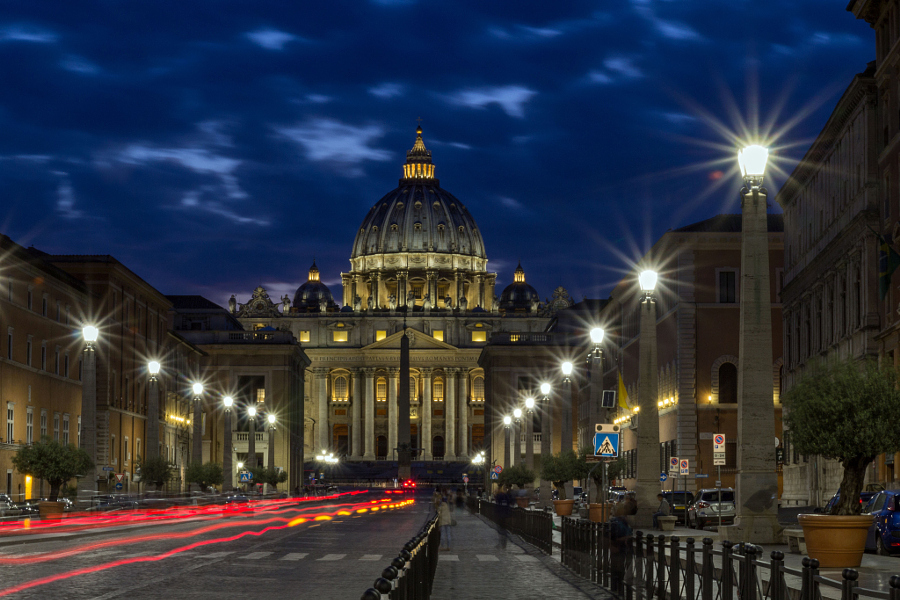
Vue nocturne vers la basilique Saint-Pierre.

Le Premier ministre Benito Mussolini, qui a signé les accords au nom du roi, ressuscite l'idée d'une grande artère reliant symboliquement le Vatican au cœur de la capitale italienne. Pour réaliser cette vision, il se tourne vers les grands architectes fascistes Marcello Piacentini et Attilio Spaccarelli. S'inspirant d'un certain nombre de modèles soumis par Carlo Fontana, Piacentini propose un plan qui préserverait les meilleurs aspects des conceptions « ouvertes » et « fermées », un grand boulevard qui masquerait néanmoins la plupart des bâtiments du Vatican, suivant les intentions du Bernin. La vaste rue à colonnades nécessiterait le dégagement de toute la « spina » du Borgo placée entre la basilique et le château. Étant donné que les façades des bâtiments bordant cet espace ne s'alignent pas parfaitement, afin de créer l'illusion d'une chaussée parfaitement droite, des îlots de circulation seraient érigés des deux côtés, avec des rangées d'obélisques menant vers la place, doublant les réverbères. Ceux-ci visent également à réduire l'effet que la conception en forme d'entonnoir aurait sur la perspective face à la basilique. Les ailes des bâtiments les plus proches de la place seraient préservées pour former des propylées, empêchant les visiteurs de s'approcher de la plus grande partie de la Cité du Vatican et encadrant la place et la basilique, à la tête d'un grand espace ouvert qui permettrait un accès facile aux véhicules,.
La rue a été officiellement crée le 16 septembre 1937 avec la résolution no. 4921 du gouverneur de Rome Piero Colonna qui se lit comme suit : « DENOMINAZIONE DELLA GRANDE ARTERIA RISULTANTE DALLA DEMOLIZIONE DELLA SPINA DEI BORGHI. » (« NOM DE LA GRANDE ARTÈRE RÉSULTANT DE LA DÉMOLITION DE LA SPINA DEI BORGHI. » La note du cabinet du ministre de l'Intérieur no. 11299 du 9 août précise que : « ...dans la toponymie romaine l'événement historique de la Conciliation, d'importance mondiale, qui a mis fin à la dissension entre l'Église et le royaume d'Italie ... le Gouverneur décide d'attribuer le nom de VIA DELLA CONCILIAZIONE à la nouvelle grande rue qui est en construction à la suite de la démolition de la « spina dei Borghi » voulue par le Duce et l'unification en une seule artère des résidus des deux anciennes routes, en cours de suppression, respectivement nommées : Borgo Vecchio et Borg Nuovo. »
La Via della Conciliazione illustre le stéréotype, répandu entre les XIXe et XXe siècles, d'une grande rue dans l'axe d'un monument architectural. Par conséquent, sa mise en œuvre annule l'invention baroque conçue par Le Bernin, qui avait créé un jeu de perspective évocateur, plaçant la porte de bronze qui menait à la Scala Regia, avec le Borgo Nuovo (qui disparait), au sein de la citadelle du Vatican, avec un parcours surprenant qui accompagnait le visiteur des rues étroites et structurées de la « Spina di Borgo » à la grandeur de la place Saint-Pierre, d'où l'on aperçoit la façade de la basilique et le dôme conçu par l'architecte de la Renaissance Michel-Ange.
La construction de la rue n'est qu'une petite partie de la reconstruction de Rome ordonnée par Mussolini, qui va de la restauration du château Saint-Ange, du dégagement du mausolée d'Auguste, au site beaucoup plus complexe de la Via dei Fori Imperiali à travers les anciens vestiges impériaux de Rome. Son projet est de transformer Rome en un monument du fascisme italien.

## Réalisation

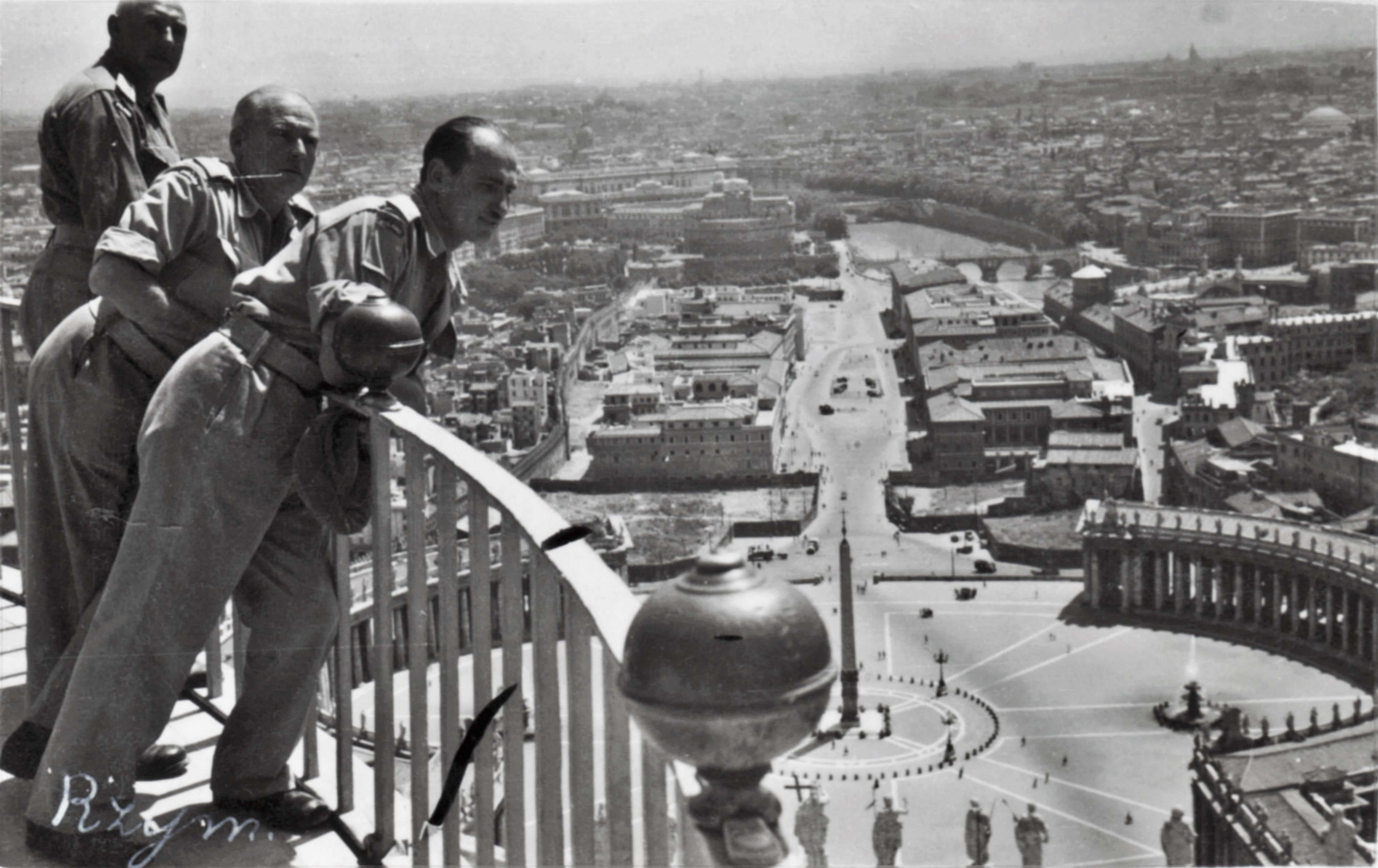
Vue sur la Via della Conciliazione depuis la basilique Saint-Pierre en 1946.

La démolition de la « spina » du Borgo commence avec la frappe symbolique par Mussolini du premier bâtiment avec une pioche le 29 octobre 1936, et se poursuit pendant douze mois. Même à l'époque, la démolition s'avère controversée, avec de nombreux habitants du Borgo déplacés vers des bourgades (« borgate ») à l'extérieur de la ville. Le Palazzo dei Convertendi, le palais Jacopo da Brescia, l'église de la Nunziatina, les palais Rusticucci-Accoramboni et Alicorni (ce dernier est démoli en 1931) sont démantelés, totalement ou en partie, et reconstruits différemment. D'autres bâtiments, comme le palais du Governatore di Borgo et les églises San Giacomo Scossacavalli et Sant'Angelo al Corridore, sont détruits. Dans la zone dégagée se trouvent cinq autres bâtiments historiques : le palais Giraud Torlonia, l'église Santa Maria in Traspontina, le Palazzo Della Rovere, le Palazzo Serristori et le Palazzo Cesi (qui est mutilé).
Certains éléments décoratifs des bâtiments disparus (comme le portail et la loggia du palais dei Convertendi) sont réutilisés dans les nouveaux bâtiments ou déplacés ailleurs. La fontaine Maderno, située sur la Piazza Scossacavalli (au centre du quartier), était placée devant la basilique Sant'Andrea della Valle ; la fontaine des Dauphins, installée par le pape Pie IX sur le front oriental de la « Spina », est déplacée dans les jardins du Vatican.
La construction de la rue se poursuit longtemps après la mort de Mussolini et l'abolition du fascisme italien. Les obélisques le long de la route sont installés à temps pour le Jubilé de 1950 qui voit son inauguration.
Le style général des nouveaux bâtiments reflète le néo-classicisme simplifié de Piacenza qui domine les œuvres de l'époque.

## Aujourd'hui

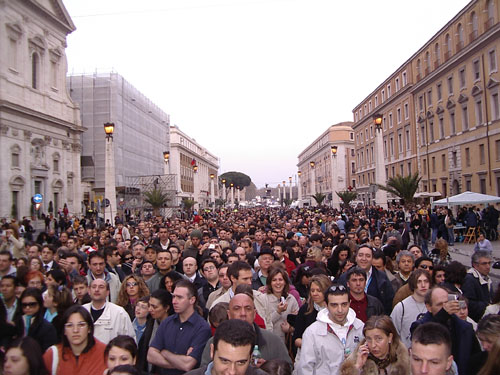
Via della Conciliazione lors des funérailles de Jeann-Paul II.

Depuis son achèvement, la rue sert de voie d'accès principal à la place Saint-Pierre et, de fait, à la Cité du Vatican elle-même. À certains moments, comme lors des funérailles du pape Jean-Paul II, elle sert d'extension à la place elle-même, permettant à un plus grand nombre de spectateurs d'assister aux évènements qui s'y déroulent.

## Monuments
Plusieurs palais s'élèvent de part et d'autre de la via della Conciliazione.
- Palais Giraud-Torlonia
- Palais Della Rovere
- Palais Alicorni
- Palais Latmiral
- Palais Cesi-Armellini
- Palazzo dei Convertendi
- Palais Rusticucci-Accoramboni

## Photos

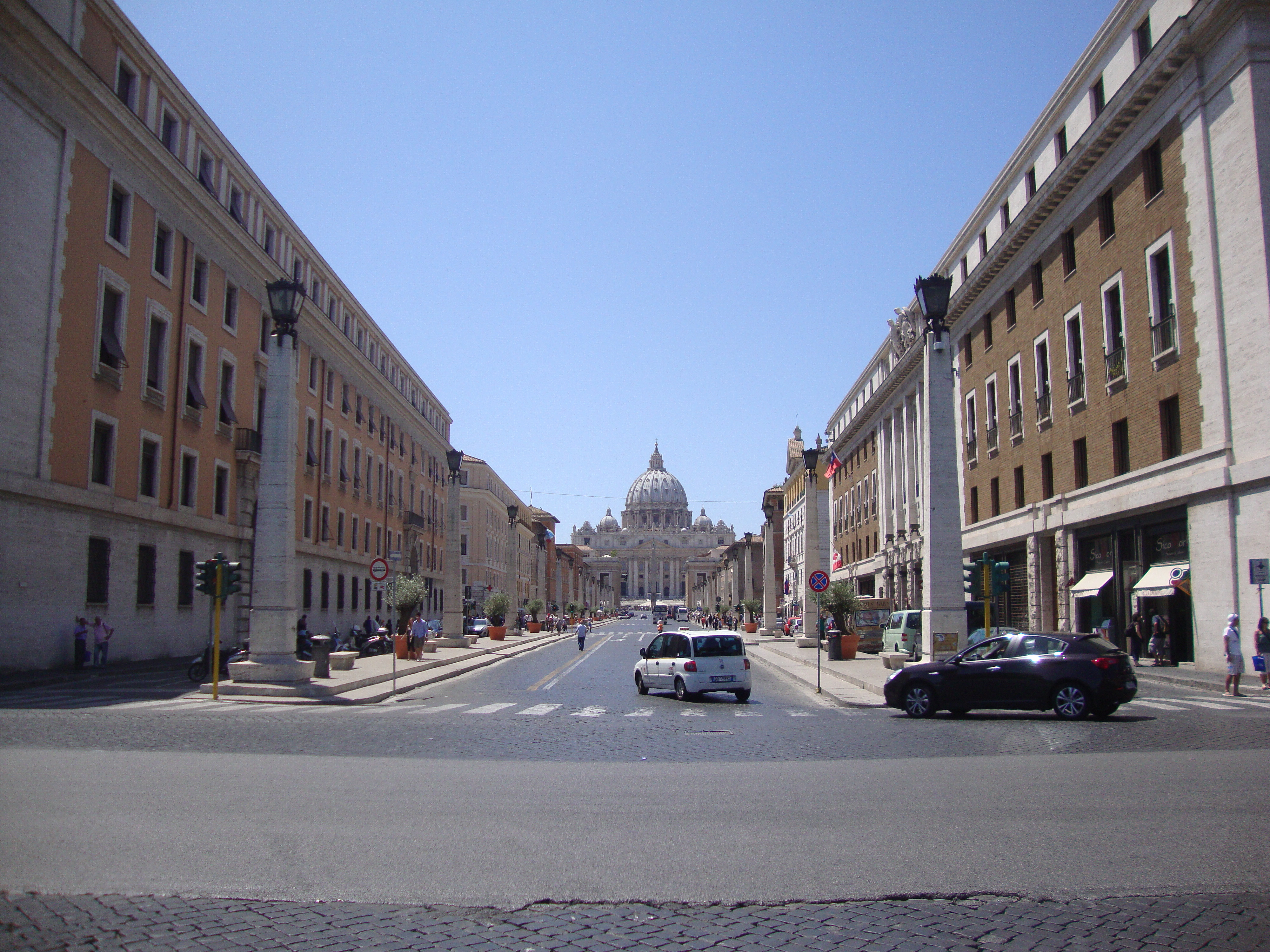
Vue en direction de Saint-Pierre
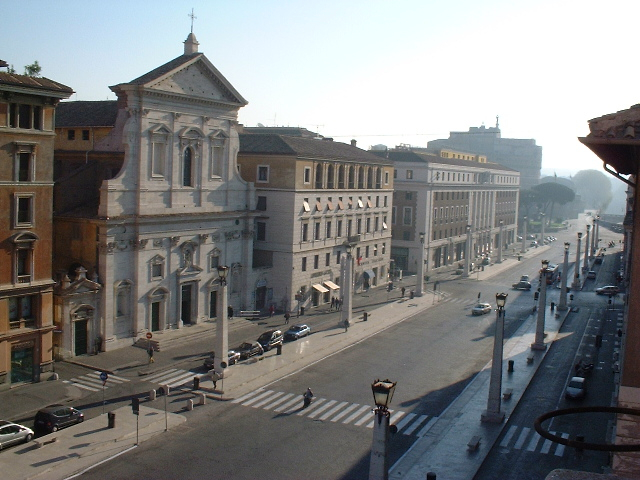
Une vue
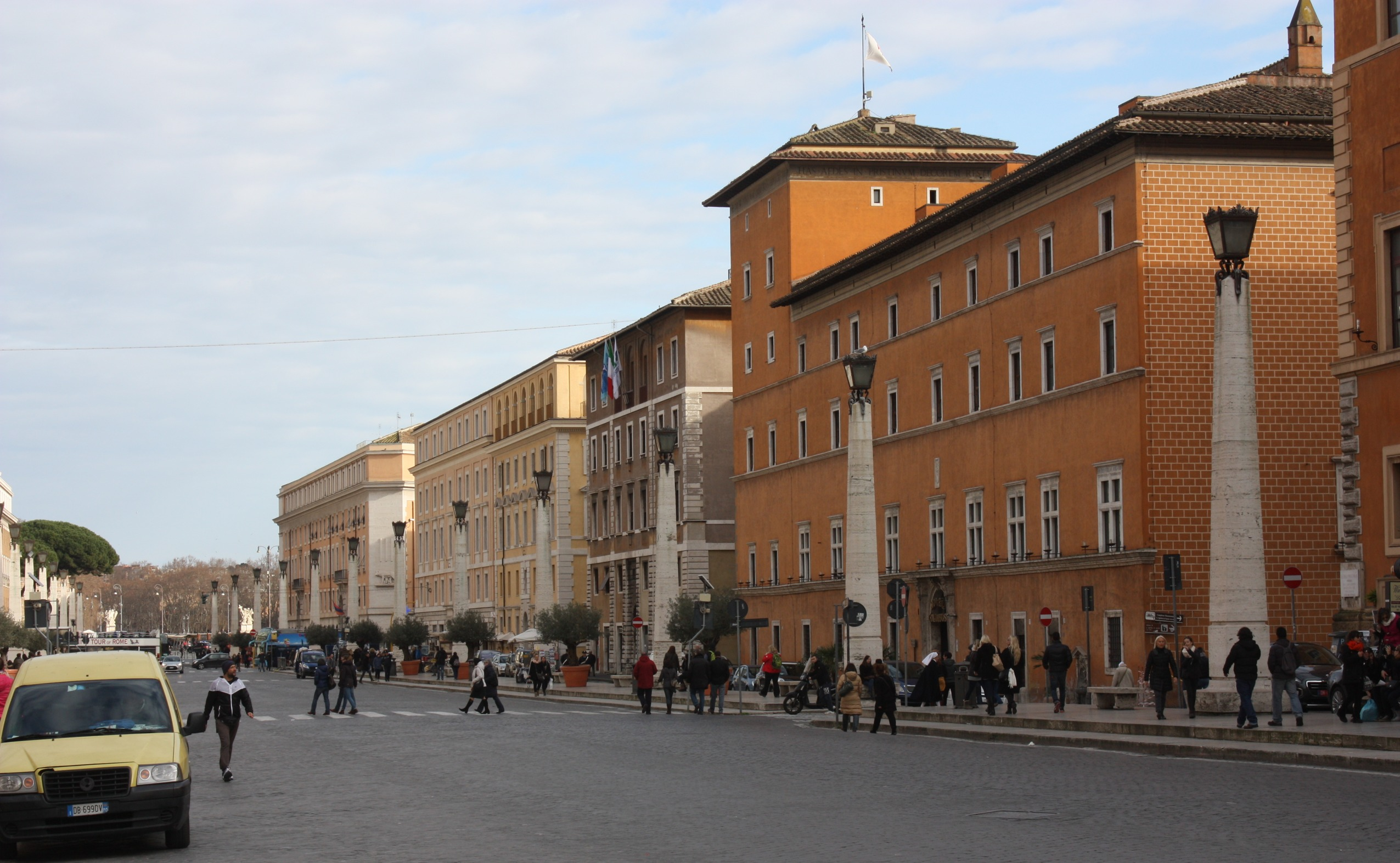
Lampadaires caractéristiques de la rue
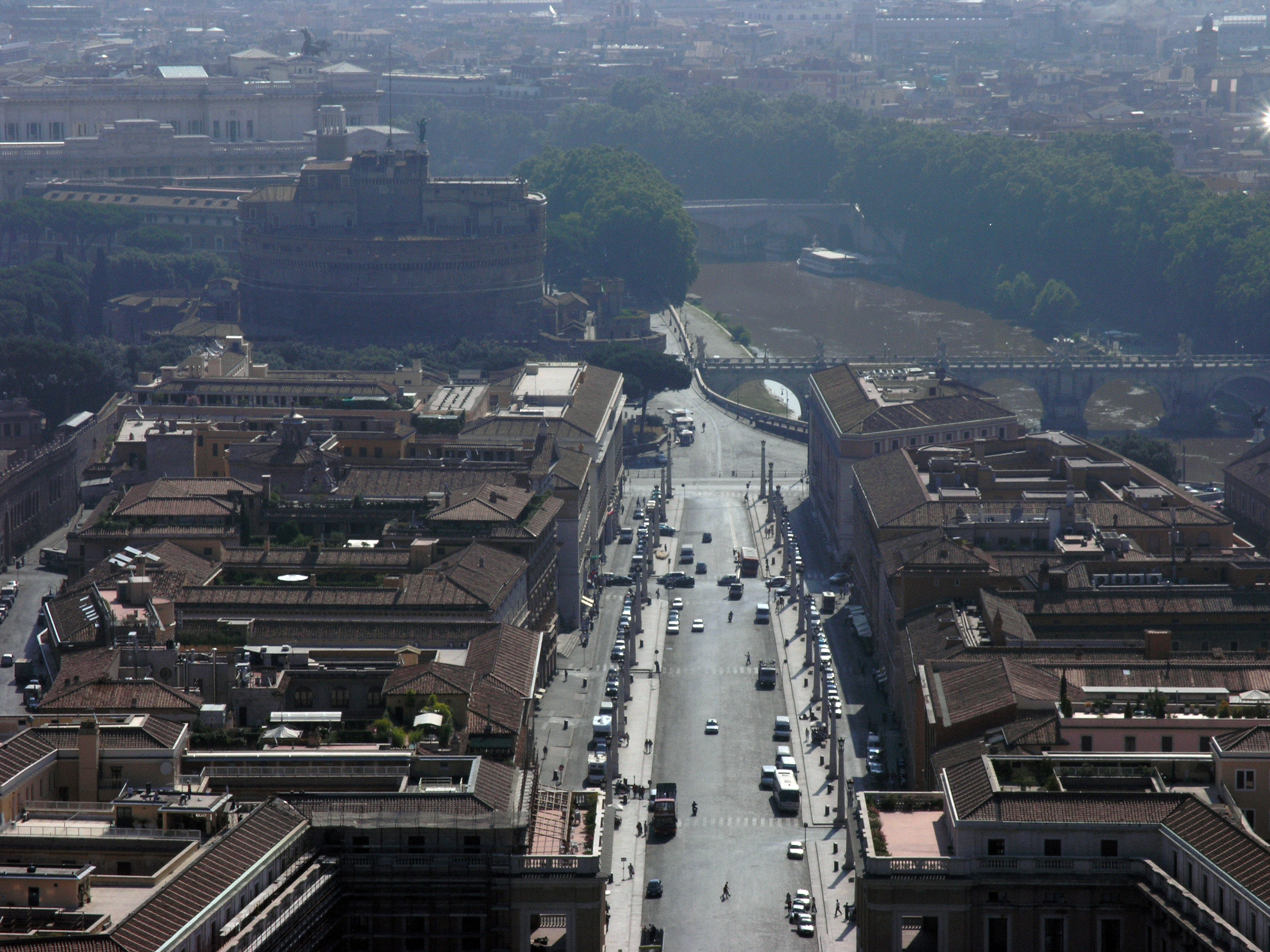
Vue du ciel en direction du château Saint-Ange

## Documentaire
- 2016, La via della Conciliazione, réalisé par Piergiorgio Curzi et Raffaele Brunetti, 52 minutes.

## Source de traduction
- (en) Cet article est partiellement ou en totalité issu de l’article de Wikipédia en anglais intitulé « Via della Conciliazione » (voir la liste des auteurs).

- (it) Cet article est partiellement ou en totalité issu de l’article de Wikipédia en italien intitulé « Via della Conciliazione » (voir la liste des auteurs).